# 타마시로 티나
타마시로 티나(일본어: 玉城 ティナ, 1997년 10월 8일 ~ )는 일본의 배우, 모델이다. 패션 잡지 『ViVi』의 전 전속 모델, Dine and indy 소속이다.
오키나와현 우라소에시 출신이다.

## 경력
13살, 중학교 2학년 때, 동아리복으로 친구와 집 근처를 걷고 있던 중 사무소 사장에게 스카우트 된다.
2012년 7월, 고단샤 주최의 「미스iD(아이돌) 2013」에서 「미스iD 2013 그랑프리」를 획득했다. 동사 발행의 패션 잡지 「ViVi」2012년 10월호(8월 28일 발매)로부터 이 잡지의 전속 모델이 된다. 2014년 8월호(6월 23일 발매)에서 첫 단독 표지를 장식했다.
2014년 1월 출범한 『다크 시스템』 사랑의 왕좌 결정전'(TBS)으로 드라마 데뷔, 2015년 6월 27일 개봉한 '천공의 차스케'로 영화 데뷔했다.
2018년 10월 23일, 「ViVi」주최의 패션 이벤트 「ViVinight」에서, 연내에 전속 모델을 졸업하는 것을 발표, 12월 21일 발매된 2019년 2월호에서 전속 모델로서 마지막 표지를 장식했다.
2021년 8월 18일, WOWOW의 기획 「액터스 쇼트 필름」제 2탄에 아오야기 쇼, 치바 유다이, 나가야마 에이타, 마에다 아츠코와 함께 선택되어 감독으로 첫 도전했다. 주연으로 류카, 오쿠다이라 다이카네의 2명을 기용(동년 10월 29일 발표)했다.
동년 10월 8일, 24세의 생일에 「데뷔 10주년 기념 사진집 「세계」를 발매했다. 촬영은 니나가와 미카로, 촬영을 메인으로 14세부터 10년간의 아카이브와 최초 공개의 프라이빗 오프 샷으로 구성했다.
2024년 10월 8일, 27번째 생일에 결혼한 것을 자신의 인스타그램에 발표했다.

## 출연 작품

### 영화
- 사다코 대 카야코 (2016년 6월 18일) - 타카기 스즈카 역
- 나한테 XX해! (2018년 6월 23일) - 주연・히무로 유키나 역
- 다이너 (2019년 6월 19일) - 오오바 카나코 역
- 악의 꽃 (2019년 9월 27일) - 나카무라 사와 역
- 지옥소녀 (2019년 11월 15일) - 주연・엔마 아이 역
- AI 붕괴 (2020년 1월 31일) - 이이다 마코 역
- 홀릭 xxxHOLiC (2022년 4월 29일) - 쿠노기 히마와리 역
- 은밀한 공범 (2023년 1월 6일) - 마시마 리코 역
- #Mito Yamane (2023년 8월 25일) - 야마네 미토 역
- 366일 (2025년 1월 10일) - 모치즈키 카스미 역

### 드라마
- 기묘한 이야기 18 가을 특별편 <매스매틱한 황혼> (2018년 11월 10일, 후지 테레비) - 린코 역
- 수험좀비 (2019년 10월 20일, 후지 테레비) - 노구치 아카리 역
- 그리고, 유리코는 혼자가 되었다 (2020년 3월 6일 - 4월 24일, 간사이 테레비) - 주연・시마쿠라 미즈키 역
- 슈츠 시즌2 제1화 (2020년 4월 13일, 후지 테레비) - 요시노 마호 역
- 거친 계절의 소녀들이여 (2020년 9월 9일 - 10월 28일, 마이니치 방송) - 스기와라 니이나 역
- 극주부도 (2020년 10월 11일 - 12월 13일, 요미우리 테레비) - 오오마에 유카리 역
- 철도 오타쿠 미치코, 2만 킬로 (2022년 1월 8일 - 3월 26일, 테레비 도쿄) - 오오가네쿠 미치코 역
- 나이스 플라이트! (2022년 7월 22일 - 9월 9일, 테레비 아사히) - 카와하라 카스미 역
- 사축OL 치에마루 일기 (2023년 2월 10일 - Hulu) - 치쿠마루 치에코 역
- 너와 세계가 끝나는 날에 (Hulu) - 니이야마 아스하 역
  - 시즌4 (2023년 3월 19일 - 4월 16일)
  - 시즌5 (2024년 2월 9일 - 3월 8일)
- 네가 짐승이 되기 전에 (2024년 4월 6일 - 테레비 도쿄) - 키도 코토네 역

### 애니메이션
- 용과 주근깨 공주 (2021년 7월 16일) - 와타나베 루카 역

### CM
- LINE Digital Frontier LINE 만화 「여신강림/타마시로 티나 추천편」 (2020년 8월 1일 - )
- 혼다 「VEZEL」 편 (2021년 4월 - )
- eBay Japan 「MOVE by Qoo10」 『데뷔』 편 (2022년 6월 16일 - )